# Trinita tire et dit amen
Pour plus de détails, voir Fiche technique et Distribution.
Trinita tire et dit amen (Così sia) est un western spaghetti italien réalisé par Alfio Caltabiano et sorti en 1972. Le film a eu un succès immédiat dans les salles, et une suite a vu le jour un an plus tard : On nous appelle les enfants de Trinita (Oremus, Alleluia e Così Sia), du même réalisateur.

## Synopsis
après avoir braqué la banque, le trio de protagonistes fait connaissance de la maitresse.

## Fiche technique
Sauf indication contraire, les informations mentionnées dans cette section peuvent être confirmées par la base de données cinématographiques IMDb,  présente dans la section « Liens externes ».
- Titre français : Trinita tire et dit amen ou Trinita dit Amen et tue ou Mon nom est Amen ou Il s'appelle Amen ou Bouge pas, mon pote[2]
- Titre original : Così sia[3]
- Réalisateur : Alfio Caltabiano
- Scénario : Dario Argento, Adriano Bolzoni, Alfio Caltabiano
- Photographie : Riccardo Pallottini (it)
- Montage : Mario Morra
- Décors : Franco Calabrese
- Musique : Daniele Patucchi (it)
- Sociétés de production : Laser
- Pays de production :  Italie
- Langue de tournage : italien
- Format : Couleur (Eastmancolor) - 2,35:1 - Son mono - 35 mm
- Durée : 93 minutes (1h33)[3]
- Genre : western spaghetti
- Dates de sortie :
  - Italie : 11 août 1972
  - Allemagne de l'Ouest : 21 janvier 1973
  - France : 8 mars 1978[2]

## Distribution
- Luc Merenda : Amen
- Sydne Rome : Dorothy
- Alfio Caltabiano : Révérend Smith
- Míla Beran : Grand-père
- Tano Cimarosa : Chako
- Renato Cestiè :  John
- Dante Maggio : Le professeur
- Furio Meniconi : Le shérif